# الكسندر إتش. غراهام
الكسندر إتش. غراهام هو محامي وسياسي أمريكي، ولد في 9 أغسطس 1890 في هيلزبورو في الولايات المتحدة، وتوفي في 3 أبريل 1977. نشط حزبياً في الحزب الديمقراطي. وقد انتخب عضو مجلس نواب كارولينا الشمالية ‏.